# Ewhurst, East Sussex
Ewhurst är en civil parish i Storbritannien.   Den ligger i grevskapet East Sussex och riksdelen England, i den sydöstra delen av landet, 80 km sydost om huvudstaden London. Arean är 23,6 kvadratkilometer.
Terrängen i Ewhurst är platt.